# بالتلو
بالتلو هي قرية في مقاطعة كليبر، إيران. عدد سكان هذه القرية هو 82 في سنة 2006.